# Six of One (Album)
Six of One ist ein Jazzalbum des David Berkman Sextet. Die Aufnahmen entstanden 2018 und erschienen im April 2019 auf Palmetto Records.

## Hintergrund
Berkman spielt zehn Titel mit seinem regulären Sextett (plus Gäste) in einem Programm mit Originalmusik mit einem breiten Spektrum an Einflüssen. Die Band arbeitet seit vielen Jahren zusammen und Berkman schreibt, wie schon Duke Ellington zuvor, gerne für sein Ensemble mit Blick auf einzelne Spieler.
Mit Six of One präsentierte der Pianist David Berkman eine Reihe von zehn Originalkompositionen, die im Laufe von fünf Jahren entstanden waren. Für die Aufnahmen zog er Gäste zu seinem flexiblen Sextett hinzu. Er probierte dabei Zwei- und Drei-Bläser-Konfigurationen aus, bei denen jeder Einzelne fließend und mit ganz eigenen Ideen zum komponierten Material beitrug.

## Titelliste
- David Berkman Sextet: Six of One (Palmetto Records)[3]
  1. Blowing Smoke – 6:13
  2. Cynical Episode – 6:30
  3. Blue Poles – 6:57
  4. Billy – 4:52
  5. Sincerely – 6:06
  6. Three and a Half Minutes – 4:55
  7. Kickstopper – 5:40
  8. Shitamachi – 4:47
  9. Restoration – 4:52
  10. Rain Rain – 5:20
- Alle Kompositionen stammen von David Berkman.

## Rezeption
Nach Ansicht von Dan Bilawsky (JazzTimes) konzentriert sich David Berkman auf dem vorliegenden Album auf die Erweiterung des inneren Schaffens seines Schreibens, wobei er zeitweise den Blick auf die äußeren Bereiche richtet. Dieses Album sei bis zu einem gewissen Grad ein logischer nächster Schritt nach Old Friends and New Friends von 2015. Die Wahl der Pfade sei bei Berkman jedoch kaum vorhersehbar, schrieb der Autor. Dafür sorge eine variable Mischung aus Fokussierung und Freiheit. Oft spielt man mit Permutationen, und Berkman setze auf die Kunst des Potentials und gewinne dabei.

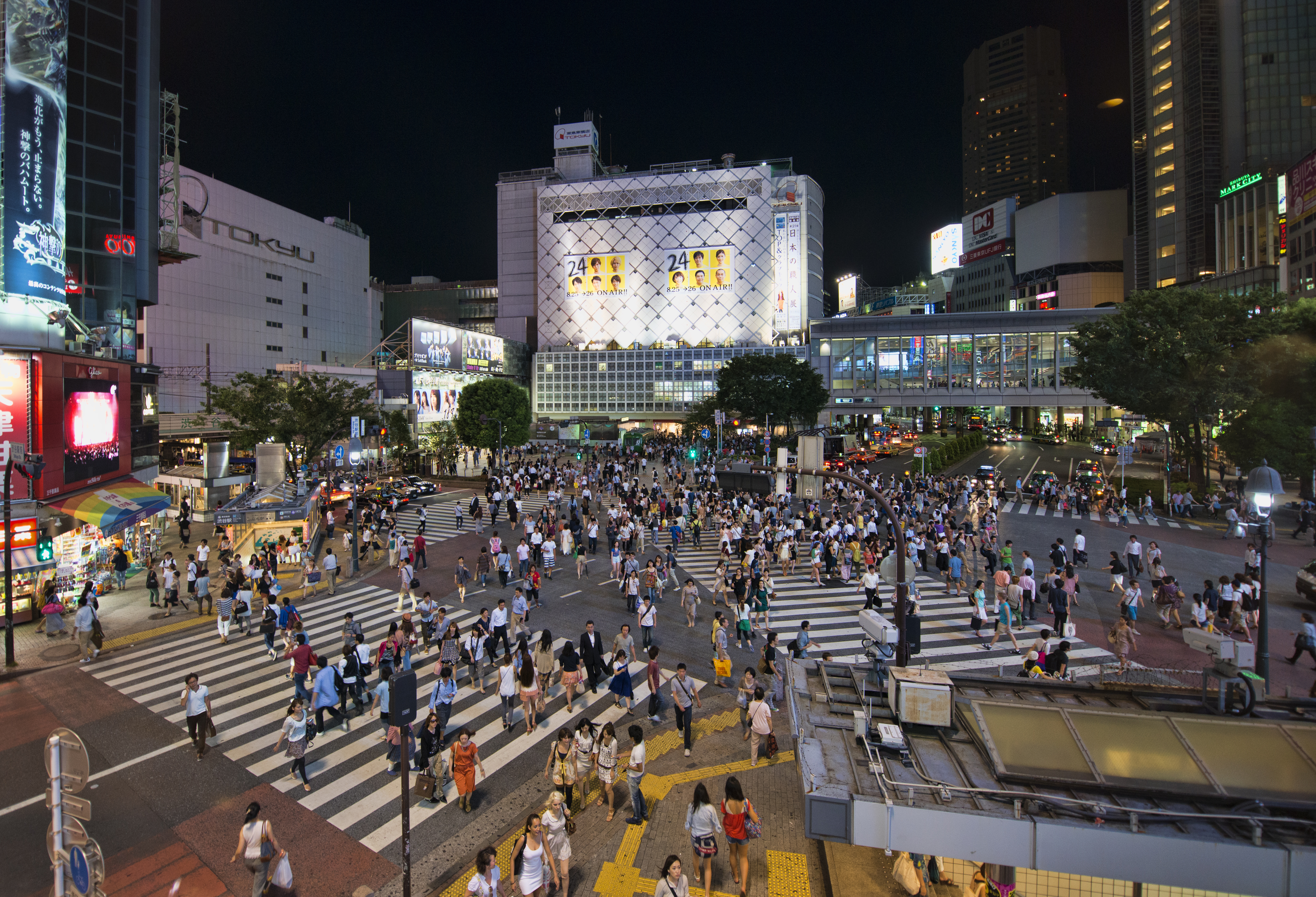
Die Shibuya-Kreuzung in Tokyo 2012

Es gibt ein passendes Zitat von der Frau des Pianisten David Berkman in den Liner Notes zu seinem Album Six of One schrieb der Kritiker des Rochester City Newspaper. Sie vergleicht die Musik mit einer Diagonalquerung, einem Sechs-Wege-Fußgängerüberweg in ihrer Heimat Japan. „Das organisierte Chaos“ sei eine wunderbare Metapher für die kühne Interaktion auf dem Album. Die besten dieser „Scramble-Kreuzungen“ fanden sich in Cynical Episode und Kickstopper, wenn zwei der Saxophonisten gleichzeitig unterschiedliche Soli spielen und einen wilden improvisatorischen Kontrapunkt bildeten, der wunderbar funktioniere. Das Album zeige Berkmans exzellentes Spiel und hervorragende Soli von allen Musikern, aber letztendlich wären es Berkmans unverwechselbare Kompositionen und Arrangements, die die Show stehlen.